# COSTAR
Система оптической коррекции (COSTAR) — прибор, разработанный для космического телескопа «Хаббл». Использовался для коррекции сферической аберрации главного зеркала телескопа.
Из-за человеческого фактора главное зеркало сделали с невиданной по тем временам точностью, но неверными параметрами. Это значит, плохое изображение можно устранить, добавив оптическую систему, которая вносит те же искажения с противоположным знаком.
Корректирующая система была изготовлена компанией Ball Aerospace & Technologies и установлена на телескоп в 1993 году (во время первой миссии обслуживания) вместо высокоскоростного фотометра.
В дальнейшем новые приборы, устанавливаемые на телескоп «Хаббл», разрабатывались со своей собственной корректирующей оптикой. В 2009 году, во время очередной миссии обслуживания, система COSTAR была демонтирована и заменена на ультрафиолетовый спектрограф COS. В настоящее время она выставлена в Национальном музее авиации и космонавтики.
- Установка COSTAR во время первой миссии обслуживания на телескоп «Хаббл».
- Астронавты, устанавливающие систему COSTAR.
- Влияние сферической аберрации на изображения до (слева) и после (справа) установки прибора.